# Кильдишева, Клавдия Сергеевна
Клавдия Сергеевна Кильдишева (1917-1994) — советский инженер-испытатель, Герой Социалистического Труда (1981).

## Биография
Клавдия Сергеевна Кильдишева родилась 6 марта 1917 года в городе Вязьма (ныне — Смоленская область). В 1934 году она окончила среднюю школу, в 1940 году — механико-математический факультет Московского государственного университета, после чего работала в конструкторском бюро А. Н. Туполева инженером по расчёту самолётов на прочность.
С февраля 1941 года работала инженером-расчётчиком самолётов на прочность в Опытно-конструкторском бюро А. С. Яковлева. В 1943-1946 годах возглавляла профком на одном из авиационных заводов, в 1946-1949 годах работала заместителем начальника лаборатории статических испытаний самолётов. С 1949 года занимала должности заместителя начальника, начальника научно-исследовательского отдела ОКБ А. С. Яковлева. С 1966 года работала в качестве заместителя главного конструктора по научно-исследовательским работам. В 1972 году ей была присуждена Ленинская, а в 1977 году — Государственная премия СССР.
Закрытым Указом Президиума Верховного Совета СССР от 23 июня 1981 года за «большие заслуги в создании авиационной техники» Клавдия Сергеевна Кильдишева была удостоена высокого звания Героя Социалистического Труда с вручением ордена Ленина и медали «Серп и Молот».
В 1982 году Кильдишева вышла на пенсию, получила статус персонального пенсионера союзного значения. Проживала в Москве. Умерла 2 мая 1994 года, похоронена на Котляковском кладбище Москвы.
Была награждена двумя орденами Ленина, орденами Трудового Красного Знамени и «Знак Почёта», рядом медалей.